# ドラゴシュ・ペネスク
ドラゴシュ・アレクサンドル・ペネスク（Dragoș Alexandru Penescu 、2000年2月24日 - ）は、ルーマニア・プロイェシュティ出身のプロサッカー選手。ディナモ・ブカレストII所属。ポジションは、ミッドフィールダー。

## クラブ歴
2019年5月31日、ポリテフニカ・ヤシ戦でリーガIデビューを果たした。
2020年1月、ウニヴェルシタテア・クルジュにローン移籍した。